# Torsten Lord
Torsten Hjalmar Lord (Nacka, 2 de marzo de 1904-Lidingö, 4 de febrero de 1970) fue un deportista sueco que compitió en vela en la clase 6 Metre.
Participó en tres Juegos Olímpicos de Verano entre los años 1936 y 1952, obteniendo dos medallas, bronce en Berlín 1936 y bronce en Londres 1948.

## Palmarés internacional
| Juegos Olímpicos | Juegos Olímpicos      | Juegos Olímpicos  | Juegos Olímpicos |
| Año              | Lugar                 | Medalla           | Clase            |
| ---------------- | --------------------- | ----------------- | ---------------- |
| 1936             | Berlín (Alemania)     | Medalla de bronce | 6 Metre          |
| 1948             | Londres (Reino Unido) | Medalla de bronce | 6 Metre          |